# Star Wars: Skeleton Crew
Star Wars: Skeleton Crew är en amerikansk TV-serie från 2024, skapad av Jon Watts och Christopher Ford. Serien är en del av Star Wars-franchisen och utspelar sig under samma tidsram som TV-serien The Mandalorian från 2019. Huvudrollen spelas av Jude Law.
Serien består av åtta avsnitt, där de två första avsnitten hade premiär på stremingtjänsten Disney+ den 3 december 2024.

## Rollista (i urval)
Källor: 
- Jude Law – Jod Na Nawood
- Ravi Cabot-Conyers – Wim
- Kyriana Kratter – KB
- Robert Timothy Smith – Neel
- Ryan Kiera Armstrong – Fern
- Nick Frost – SM 33 (röst)
- Tunde Adebimpe – Wendle
- Kerry Condon – Fara
- Jaleel White – Gunter[8]

## Produktion
I  början av september 2022 hade inspelningarna av serien hade pågått i "några veckor" i Manhattan Beach Studios i Los Angeles County, under arbetsnamnet Grammar Rodeo (en referens till Simpsons-avsnittet "Bart on the Road"). Inspelningarna avslutades i januari 2023.
Skeleton Crew hade en produktionskostnad på $136 miljoner.